# Sant'Anatolia di Narco
Sant'Anatolia di Narco är en ort och kommun i provinsen Perugia i regionen Umbrien i Italien. Kommunen hade 563 invånare (2018).